# Naddoddur
Naddoddur (oldnordisk: Naddoddr, islandsk: Naddoður) var en viking, der opdagede Island omkring år 860.
Ifølge en islandsk saga fødtes han i Agder i Norge og var blandt de første nordmænd på Færøerne efter at Grímur Kamban som den første havde bosat sig der i 825.
En dag tog han til Norge, men på vejen tilbage mistede kursen i en voldsom storm og sejlede til Island. Ved Reyðarfjörður landede han og hans mænd og fandt der ingen mennesker. Det sneede den dag de tog hjem til Færøerne, og så kaldte de landet Snæland. Senere fik landet dets nuværende navn Island efter Hrafna-Flóki Vilgerðarson (Floke Vilgerdsson) bosatte sig der.
Muligvis er Naddoddur faderen til Ann Naddodsdóttir fra Shetlandsøerne. 1850 fandt forskere Naddodds navn hugget i en runesten på øen Bressayp Shetlandsøerne - og det har siden været en gåde. På stenen findes ogam-alfabetet der er en blanding af piktiske og norrøne ord:
CROSCC NAHHTVVDDARRS DATTR ANN
Det er tolket som "Et kors til minde om Naddodds datter Ann".
Det kan ikke bevises, at faderen til Ann er den Naddodd, som opdagede Island. Det er også hævdet at Naddoddur sejlede videre og opdagede Amerika 150 år før Leif den Lykkelige, men det er kun spekulationer.